# La versió Browning
|  | Aquest article tracta sobre la pel·lícula de 1951. Vegeu-ne altres significats a «La versió Browning (pel·lícula de 1994)». |

La versió Browning (original: The Browning Version) és un film dramàtic britànic d'Anthony Asquith, estrenat el 1951. Ha estat doblat al català.

## Argument[2]
Afligit per una greu malaltia, el professor Andrew Crocker-Harris es veu obligat a anunciar la seva jubilació de la docència de grec en una escola pública britànica, havent de fer front al seu fracàs com a professor, espòs, i com a home....
Mentrestant, el professor de química Frank Hunter continua mantenint l'oculta relació que sosté amb Millie, l'esposa del veterà professor, la qual el castiga psicològicament esperançada a desfer-se d'ell definitivament. Profunds sentiments començaran a sortir a la superfície i un drama d'alt relleu ens obrirà les portes.

## Repartiment
- Michael Redgrave: Andrew Crocker-Harris
- Jean Kent: Millie Crocker-Harris
- Nigel Patrick: Frank Hunter
- Wilfrid Hyde-White: Frobisher
- Brian Smith: Taplow
- Bill Travers: Fletcher
- Ronald Howard: Gilbert
- Paul Medland: Wilson
- Ivan Samson: Lord Baxter
- Josephine Middleton: Mrs. Frobisher

## Premis i nominacions
Premis
- 1951: Premi del públic (petita placa de bronze) del Festival de Berlin per Anthony Asquith
- 1951: Os de bronze del Festival de Berlin per Anthony Asquith
- 1951: Premi a la interpretació masculina (Festival de Canes) per Michael Redgrave
- 1951: Premi al millor guió (Festival de Canes) per Terence Rattigan

Nominacions
- 1951: Gran Premi (Festival de Canes) per Anthony Asquith
- 1952: BAFTA a la millor pel·lícula
- 1952: BAFTA a la millor pel·lícula britànica